# Orașul Liber Cracovia
Orașul Liber Cracovia (cunoscut și ca Republica Cracoviană, denumirea oficială: Orașul Liber, Independent și Exigent Neutru Cracovia și Districtul Său, poloneză Wolne Miasto Kraków, Rzeczpospolita Krakowska, Wolne, Niepodległe i Ściśle Neutralne Miasto Kraków z Okręgiem) a fost un oraș-stat creat după Congresul de la Viena în 1815, controlat prin vecinii săi (Rusia, Prusia, Austria) până în anul 1846, când a fost anexat de către Austria după nereușita Revoltă din Cracovia. A fost o rămășiță a Ducatului Varșoviei.